# Anna Soler-Pont
Anna Soler-Pont (Barcelona 1968) es una escritora, agente literaria y productora audiovisual española.

## Trayectoria
Soler-Pont estudió Filología árabe en la Universidad de Barcelona mientras hacía distintos trabajos, principalmente dentro del mundo editorial, desde leer galeradas, a traducir y editar. Un mes en El Cairo, en octubre de 1991, marcó totalmente su rumbo profesional: tuvo la oportunidad de conocer al escritor y Premio Nobel de Literatura Naguib Mahfouz, de quien era una gran fan, así como varias mujeres escritoras publicadas en Egipto, quienes le pidieron que representara sus novelas y les consiguiera traducciones en Europa. De vuelta a Barcelona, descubrió entonces que existía la figura del agente literario, haciendo de conexión entre autores y editores, así como de puente entre diferentes culturas. Anna Soler-Pont decidió entonces, en 1992, empezar su trayectoria autodidacta como agente literaria a la edad de 24 años y fundó la agencia Pontas.Asistió al Salon du Livre Euro-Arabe en París (mayo de 1992), a la International Feminist Book Fair en Ámsterdam (junio de 1992) y empezó un largo viaje en coche de Barcelona a Nueva Delhi, cruzando Turquía y Kurdistán, Irán y Pakistán, visitando editores y escritores por toda la India. Asistió a la Feria del Libro de Frankfort por primera vez en octubre de 1992, donde, sin ninguna cita previa, empezó a aprender sobre derechos de autor, mientras intentaba vender las novelas de autoras africanas y asiáticas desconocidas. Ahora la agencia Pontas es una realidad, que representa a una selección de autores internacionales, rozando también de puente entre la literatura y el cine. 
Pontas es también una productora audiovisual dedicada a desarrollar e impulsar proyectos tanto para el cine como la televisión, en distintos formatos y de temáticas variadas. Destaca la serie de dibujos animados ASHA (estrenada en 2009 con 52 episodios de 13 minutos en 3D, en coproducción con Cromosoma, TVE y TV3).
Anna Soler-Pont es la autora de una antología de cuentos africanos (Cuentos y leyendas de África, Editorial Planeta) y coautora de la novela Rastros de sándalo (Editorial Planeta), junto a Asha Míró. La novela ha sido traducida a trece lenguas. 
Fue la comisaria del programa de la Cultura Catalana como invitada de honor en la Feria del Libro de Fráncfort 2007.

## Libros
- Cuentos y leyendas de África, Editorial Planeta, 2006. ISBN 10: 8498110416
- Rastros de sándalo, Editorial Planeta, 2008, junto a Asha Míró. ISBN 10: 8408077937

## Premios
- Medallas del Círculo de Escritores Cinematográficos

| Año  | Categoría            | Película           | Resultado |
| ---- | -------------------- | ------------------ | --------- |
| 2014 | Mejor guion adaptado | Rastros de sándalo | Ganadora  |

- Cruz de Sant Jordi 2015.[1]
- Premio a la mejor profesional de derechos en 2022 en la Feria del Libro de Londres.[7]